# Zaboroce, Olevsk
Zaboroce (în ucraineană Забороче) este un sat în comuna Kîșîn din raionul Olevsk, regiunea Jîtomîr, Ucraina.

## Demografie
Componența lingvistică a localității Zaboroce
     Ucraineană (100%)
Conform recensământului din 2001, toată populația localității Zaboroce era vorbitoare de ucraineană (100%).